# برجان (قماش)
برجان كان مصطلحًا إسبانيًا لأنواع مختلفة من الأقمشة أو منتجات الأقمشة في العصور الوسطى. البرجان اشتُقّت الكلمة من المصطلح العربي "بركان"، الذي كان يدل على القطن الثقيل والمواد الصوفية [الإنجليزية]
. في البداية كان يعني قطعة قماش ثقيلة، وبحلول القرن الخامس عشر أصبح يعني قطعة قماش فاخرة مصنوعة من الحرير. إلى جانب مصطلحات مثل المُزَلَّة (almuzalla)، فَزَالَة (fazale)، مُبَطَّنة (mobatana)، فإن برجان كان يُستخدم أيضًا للإشارة إلى نوع من مفرش المائدة أو المذبح. في القرن السابع عشر، أُحييَ المصطلح ليعني مادة صوفية منسوجة بطريقة مائلة تشبه جلد الخلد [الإنجليزية]
.

## طالع أيضًا
- فسطاطي
- حرير الميرة